# 편심이각
궤도역학에서 편심 이각(영어: eccentric anomaly)은 타원 케플러 궤도를 따라 움직이는 물체의 위치를 결정하는 궤도 요소이다. 편심 이각은 진근점 이각, 평균 근점 이각과 함께 궤도에서의 물체의 위치를 설명하는 각 변수이다.

## 시각적 묘사
타원을 다음과 같은 방정식으로 생각하자.
{\displaystyle {\frac {x^{2}}{a^{2}}}+{\frac {y^{2}}{b^{2}}}=1}

물체의 위치 P와 편심 이각 E를 나타낸 그림. 타원의 중심은 C로, 타원의 초점은 F로 표시되어 있다.

a는 궤도 긴반지름이고, b는 짧은반지름이다.
타원의 어떠한 점 P = P(x, y)에 대한 편심 이각에 대항하는 각 E가 오른쪽의 그림에 나와 있다. 편심 이각 E는 타원의 중심에 꼭짓점 하나를 찍고 빗변 a(궤도 긴반지름과 같다)를 그은 다음, 긴반지름 빗변과 수직하면서 P에 닿도록 선분을 그어 만들어진 직각삼각형을 통해 관찰할 수 있다. 편심 이각은 진근점 이각과 같은 방향에서 측정되며, 그림에는 f로서 표시되어 있다.
위의 직각삼각형에서 편심 이각 E와 관련된 좌표는 다음과 같이 주어진다.
{\displaystyle \cos E={\frac {x}{a}}}
{\displaystyle \sin E={\frac {y}{b}}}
둘 사이의 관계를 통해 다음과 같은 식이 산출된다.
{\displaystyle {\left({\frac {y}{b}}\right)}^{2}=1-{\cos }^{2}E={\sin }^{2}E}
이는 sin E = ±⁠y/b⁠임을 드러낸다. 이 때 sin E = −⁠y/b⁠는 타원을 반대 방향으로 돌 경우이므로 가능한 해에서 제외된다.

## 공식

### 반지름과 편심 이각
이심률 e는 다음과 같이 정의된다.
{\displaystyle e={\sqrt {1-\left({\frac {b}{a}}\right)^{2}}}\ }
피타고라스의 정리에 따라, r(FP)을 빗변으로 볼 경우 다음이 성립한다.
{\displaystyle {\begin{aligned}r^{2}&=b^{2}\sin ^{2}E+(ae-a\cos E)^{2}\\&=a^{2}(1-e^{2})(1-\cos ^{2}E)+a^{2}(e^{2}-2e\cos E+\cos ^{2}E)\\&=a^{2}-2a^{2}e\cos E+a^{2}e^{2}\cos ^{2}E\\&=a^{2}(1-e\cos E)^{2}\\\end{aligned}}}
따라서, 반지름(P와 초점 사이의 거리)과 편심 이각의 관계는 다음 공식과 같다.
{\displaystyle r=a\left(1-e\cos {E}\right)}
이 결과를 통해, 후술되듯 편심 이각은 진근점 이각으로부터 정의될 수 있다.

### 진근점 이각으로부터
진근점 이각은 위의 그림에 f로 표시되어 있는 각도이고, θ로 표기된다. 편심 이각과 진근점 이각은 밑에 보여지는 것과 같은 관계가 있다.
위에서 유도하였던 r에 대한 방정식을 사용하여, E의 사인과 코사인 값은 θ로 표현될 수 있다.
{\displaystyle {\begin{aligned}\cos E&={\frac {x}{a}}={\frac {ae+r\cos \theta }{a}}=e+(1-e\cos E)\cos \theta \ \to \ \cos E={\frac {e+\cos \theta }{1+e\cos \theta }}\\\sin E&={\sqrt {1-\cos ^{2}E}}={\frac {{\sqrt {1-e^{2}}}\,\sin \theta }{1+e\cos \theta }}\ .\end{aligned}}}
따라서,
{\displaystyle \tan E={\frac {\sin E}{\cos E}}={\frac {{\sqrt {1-e^{2}}}\sin \theta }{e+\cos \theta }}\ }
따라서 각도 E는 빗변의 길이가 1 + e cos θ, 인접변의 길이가 e + cos θ, 그리고 반댓변의 길이가 √1 − e2 sin θ인 직각삼각형의 각도이다.
또한,
{\displaystyle \tan {\frac {\theta }{2}}={\sqrt {\frac {1+e}{1-e}}}\cdot \tan {\frac {E}{2}}}
위의 r에 대한 방정식처럼 cos E를 빼면 반지름을 진근점 이각을 통해서 구할 수 있다.
{\displaystyle r={\frac {a\left(1-e^{2}\right)}{1+e\cos \theta }}}

### 평균 근점 이각으로부터
편심 이각 E는 케플러 방정식에 따라 평균 근점 이각 M과도 관계가 있다.
{\displaystyle M=E-e\sin E}
이 식은 M에 대한 E의 폐형 해를 가지지 않고, 보통 뉴턴 방법 등을 통해 푼다.

## 같이 보기
- 타원
- 궤도 이심률